# Charles Simon Clermont-Ganneau
Charles Simon Clermont-Ganneau (París, 19 de febrer de 1846 – 15 de febrer de 1923) fou un destacat orientalista francès.

## Biografia
Va ser fill de Simon Ganneau, conegut per les seves excentricitats místiques i autor de L'Imagerie phénicienne et la mythologie iconologique chez les Grecs, publicat a París el 1880, i diversos articles de referència.
El 1871, Clermont-Ganneau va identificar la ciutat bíblica de Gezer (Josuè 16:11) amb la d'Abu Shusha, antigament coneguda com a Tell el Jezer. El mateix any va descobrir a Jerusalem la inscripció de la balustrada del Temple. El 1874 fou empleat pel govern britànic per dirigir una expedició arqueològica a Palestina. Entre els seus descobriments hi ha la tomba excavada a la roca de la bíblica Shebna. Va explorar/descobert moltes tombes a Wady Yasul, una vall immediatament al sud de Jerusalem, que afirmava que va servir com a cementiri auxiliar de Jerusalem en cert període(s) antic. Basat en l'evidència geogràfica i lingüística va teoritzar que aquesta vall eral'Hasal esmentada a Zacaries 14: 5 en la Bíblia. Va ser el primer en fer trobades arqueològiques als voltants d'Emaús Nicòpolis. Posteriorment, el seu propi govern li encomanà missions semblants a Síria i al Mar Roig. Va ser nomenat cavaller de la legió d'honor el 1875. Després de servir com vicecònsol a Jaffa de 1880 a 1882, va tornar a París com a secrétaire interpréte per a llengües orientals, i el 1886 va ser nomenat cònsol de la primera classe. Posteriorment va acceptar el càrrec de director de l'École des Langues Orientales i professor al Collège de France.
El 1889 fou elegit membre de l'Académie des inscriptions et belles-lettres, de la qual n'havia estat corresponsal des de 1880. El 1896 fou ascendit a cònsol general i va ser ministre plenipotenciari el 1906.

### Croades contra falsificacions arqueològiques
El 1873, després que el distribuïdor d'antiguitats de Jerusalem Moses Wilhelm Shapira li oferís un conjunt d'artefactes de Moab (coneguda com la col·lecció Shapira) en venda, Clermont-Ganneau va atacar la col·lecció afirmant que era una falsificació. El 1883 Shapira va oferir les anomenades Tires Shapira, fragments de pergamí antic presumptament trobats prop del Mar Mort, a la venda al Museu Britànic, que va exhibir dues de les tires. Clermont-Ganneau va assistir a l'exposició, i va ser la primera persona a Anglaterra en atacar la seva autenticitat. El 1903 va prendre una part prominent en la investigació de l'anomenada tiara de Saitafernes. Aquesta diadema havia estat comprada pel Louvre per 400.000 francs, i exhibida com a genuïnament antiga. Es va generar força debat sobre els autors del frau, alguns creuen que provenia del sud de Rússia. Tot i així, es va acordar que tot l'objecte, excepte la banda de la tiara, era de fabricació moderna.

## Obres
- Le Dieu satrape et les Phéniciens dans le Péloponnèse (1877)
- L'Imagerie phénicienne et la mythologie iconologique chez les Grecs (1880)[7]
- Etudes d'archéologie orientale (1880, etc.)
- Les Fraudes archéologiques (1885)
- Recueil d'archéologie orientale (1885, etc.)
- Palestine inconnue (1886)
- Album d'antiquités orientales (1897, etc.)
- (1896): Archaeological Researches in Palestine 1873-1874, [ARP], translated from the French by J. McFarlane, Palestine Exploration Fund, London. Volume 1
- (1896): Archaeological Researches in Palestine 1873-1874, [ARP], translated from the French by J. McFarlane, Palestine Exploration Fund, London. Volume 2